# Zagraj to jeszcze raz, Sam
Zagraj to jeszcze raz, Sam (ang. Play It Again, Sam) – komedia z 1972 w reżyserii Herberta Rossa, z Woodym Allenem i Diane Keaton w rolach głównych.
Film jest ekranizacją sztuki teatralnej o tym samym tytule autorstwa Allena.

## Główne role
- Woody Allen - Allan
- Diane Keaton - Linda
- Tony Roberts - Dick
- Jerry Lacy - Humphrey Bogart
- Susan Anspach - Nancy
- Jennifer Salt - Sharon
- Joy Bang - Julie

## Fabuła
Allen gra Allana Felixa, znerwicowanego krytyka filmowego przed trzydziestką. Poznajemy go, gdy w niewielkim kinie ogląda końcowe sceny Casablanca. Duch Humphreya Bogarta będzie mu towarzyszył i później, udzielając rad jak postępować z kobietami - Felixa właśnie opuściła żona.
Znajdującemu się w depresji bohaterowi usiłuje pomóc zaprzyjaźnione małżeństwo. Linda (Keaton) pracuje jako modelka, Dick (Roberts) jest wiecznie zajętym biznesmenem. Umawiają Felixa ze znajomymi dziewczynami, jednak kolejne randki kończą się fiaskiem. Pewnej nocy, ku konsternacji obojga, Linda i Allan lądują wspólnie w łóżku. Trójkąt miłosny znajdzie rozwiązanie na zasnutym mgłą lotnisku, w scenie będącej parodią zakończenia Casablanki.